# 西武飯能・日高分譲地
西武飯能・日高分譲地（せいぶはんのう・ひだかぶんじょうち）とは、埼玉県日高市横手と飯能市永田台にまたがる、西武グループが開発したニュータウンである。

## 交通
西武池袋線飯能駅より国際興業バスで約15分。武蔵横手駅および高麗駅から徒歩約30分。

### バス
- 国際興業バス飯能営業所
  - バス停 西武飯能日高・横手二丁目・西武不動産営業所・永田台南
  - 飯07：飯能駅 - 飯能西中学校 - 永田 - 西武飯能日高
  - 飯30：飯能駅 - 天覧山入口 - 恩田 - 木綿沢 - 西武飯能日高（本数少） - 永田台南バス停は経由しない。

### 道路
- 永田台通り
- 横手台ゆめロード
- 外周いちょう通り
- ロケット公園通り
- 見晴らし通り
- けやき通り

## 歴史
- 1988年5月 - 西武不動産により分譲開始。

## 施設
- 横手台グラウンド
- ファミリーマート飯能日高団地店
- 飯能信用金庫西武団地出張所
- 西武プロパティーズ飯能日高営業所
- 西武飯能日高ソーラーパワーステーション

### 公園
- 丘の上公園
- 永田台中央公園（セントラルパーク）
- ロケット公園
- なかよし公園
- 峯両谷公園
- 峯両谷東公園
- バスケット公園
- どかん公園
- ふれあい公園
- やまざくら公園